# Cisaat (Cibingbin)
Cisaat is een bestuurslaag in het regentschap Kuningan van de provincie West-Java, Indonesië. Cisaat telt 1183 inwoners (volkstelling 2010).